# Massimiliano Caroletti
Massimiliano Caroletti (Róma, 1970. március 3. –) olasz filmproducer, színész.

## Életrajz
Felesége Henger Éva, akivel 2013-ban házasodott össze.

## Részleges filmográfia

### Színész
- 2003 – Fallo! – Szerep: Gianni
- 2005 – Taxi Lovers – Szerep: Carlo
- 2006 – Nemici per la pelle
- 2008 – Bastardi – Szerep: Luca Iuvara

### Producer
- 2005 – Taxi Lovers (társproducer)
- 2008 – Torno a vivere da solo